# Karl Bodmer
Karl Bodmer, Johann Carl Bodmer o Jean-Charles Bodmer (Zúrich, Suiza, 6 de febrero de 1809-Barbizon, Francia, 30 de octubre de 1893) fue un artista gráfico, litógrafo, dibujante, ilustrador y pintor suizo.
De 1832 a 1834, acompañó al príncipe Maximilian zu Wied-Neuwied a América del Norte. Los miembros de la expedición embarcaron en Róterdam en el velero Janus el 7 de mayo de 1832 para una expedición que debía durar 28 meses. A lo largo de esos meses, recorrieron los ríos de Ohio, el río Misuri y el río Misisipi. Karl Bodmer, entonces con 23 años de edad, pintó numerosas acuarelas que influenciarán en la imagen que los europeos se harán de los amerindios. Las litografías de Bodmer, editadas por las Éditions Arthus-Bertrand en París, son siempre una fuente de informaciones importantes para los actuales amerindios deseosos de enconcontrar datos de su pasado. Ha dejado un extraordinario legado sobre las armas, las herramientas y las costumbres de los autóctonos norteamericanos. A la vuelta, embarcados en Nueva York el 4 de julio de 1834, los miembros de la expedición llegaron al Havre el 8 de agosto de 1834. 
Después de pasar dos años en Renania (Alemania) se instaló en París en 1836 y participó en ciertos Salones. En esta ocasión, se hizo amigo de Théodore Rousseau y Jean-François Millet. Se fue a Barbizon en 1849 y comenzó a pintar al óleo. Realizó un gran número de dibujos y telas sobre el tema del bosque de Fontainebleau, lo que hace que se le relacione a menudo con los pintores de la Escuela de Barbizon. 
Publicó numerosos grabados en los periódicos de la época sobre el mismo tema. Al final de su vida, practicó también la fotografía.
Se instaló en una casa de la Grande Rue du village: esta casa es el actual hôtel des Charmettes.
Recibió el reconocimiento oficial por su vida y obra en Francia, encontrándose con Luis Felipe I en 1839. Fue nombrado caballero de la Legión de honor en 1877.

## Referencias

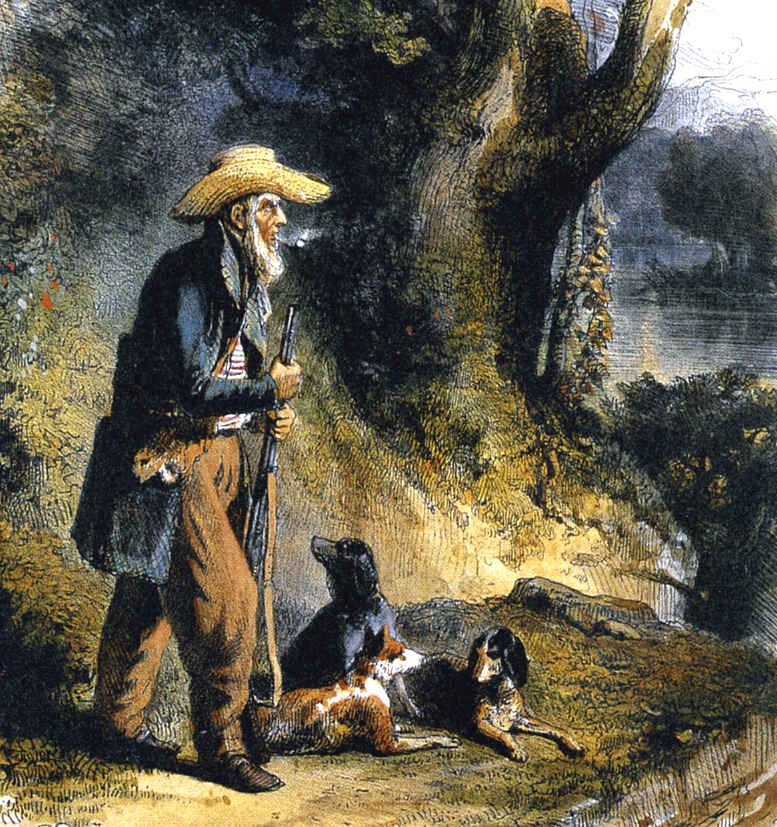
Charles Alexandre Lesueur en New Harmony, Indiana (1832-1834), por Karl Bodmer.